# Музеи Казани
Всего в Казани действует 34 государственных музея и несколько общественных и частных галерей. Крупнейшим и самым многопрофильным из них является Национальный музей Республики Татарстан, основанный в 1894 году. Самые ценные естественнонаучные, археологические, этнографические и многие другие экспозиции располагаются в главном здании музея — бывшем Гостином дворе 1800—1815 гг. постройки. В Казани действует единственный в России филиал Государственного Эрмитажа — центр «Эрмитаж-Казань». Одним из самых популярных музеев города, одной из крупнейших сокровищниц искусства в России, является Государственный музей изобразительных искусств Республики Татарстан, представляющий свои экспозиции в главном здании бывшей резиденции генерала Сандецкого (начало XX века), в Национальной художественной галерее «Хазинэ» ГМИИ РТ, Галерее современного искусства ГМИИ РТ. В 2016 году на базе Государственного музея изобразительных искусств Республики Татарстан открылся первый в России Культурно-выставочный центр Русского музея в Казани. Крупный музейный комплекс действует в НКЦ «Казань». В 2016 году на базе ГМИИ РТ открылся первый в России Культурно-выставочный центр Русского музея, в структуру которого входят Ресурсный центр творческого развития детей и подростков и информационно-образовательный центр «Русский музей: виртуальный филиал».

## Список музеев

### Комплексные
- Государственный историко-архитектурный и художественный музей-заповедник «Казанский кремль»
- Национальный музей Республики Татарстан
- Государственный музей изобразительных искусств Республики Татарстан (Музей ИЗО), в том числе Национальная художественная галерея «Хазинэ»
- Центр «Эрмитаж-Казань»
- Музей национальной культуры и истории города НКЦ «Казань»

### Отраслевые
- Музей истории государственности татарского народа и Республики Татарстан (в Казанском Кремле)
- Музей исламской культуры (в Казанском Кремле)
- Музей естественной истории Татарстана
- Музей-мемориал Великой Отечественной войны
- Музей ФИГ «Фоновой Институтальный Год»
- Музей истории старообрядчества в здании Кафедрального собора Казанско-Вятской епархии Русской православной старообрядческой церкви[4].

### Университетские
- Музей истории Казанского университета
- Археологический музей
- Геологический музей им. А. А. Штукенберга
- Зоологический музей и гербарий им. Э. А. Эверсмана
  - Ботанический отдел музея
- Этнографический музей Казанского университета
- Музей Казанской химической школы
- Музей-лаборатория Е. К. Завойского
- Музей Н. И. Лобачевского
- Музей кафедры нормальной анатомии Казанского государственного медицинского университета

### Персональные
- Литературный музей Габдуллы Тукая
- Музей Л. Н. Толстого
- Музей истории татарской литературы с мемориальной квартирой Шарифа Камала
- Литературно-мемориальный музей А. М. Горького
- Музей Е. А. Боратынского
- Музей-квартира Мусы Джалиля
- Музей Каюма Насыри
- Музей Салиха Сайдашева
- Музей-квартира Назиба Жиганова
- Музей Баки Урманче
- Галерея К. Васильева
- Дом-музей академиков А. Е. и Б. А. Арбузовых
- Дом-музей В. И. Ленина

### Частные
- Галерея-мастерская Зайцева
- Интерактивный музей стрелкового оружия
- Центр современной культуры «Смена»
- Международный институт антиквариата ASG
- Музей советских игровых автоматов
- Музей чак-чака
- Дух Воина